# Franz Nieke
Franz Nieke (* 5. April 1901 in Berlin; † 5. November 1979 in West-Berlin) war ein deutscher Bauarbeiter und Politiker der Kommunistischen Partei Deutschlands. 1932/1933 war er Abgeordneter des Reichstags der Weimarer Republik.

## Leben und Wirken
Nieke besuchte von 1907 bis 1915 die Volksschule. Danach verdiente er seinen Lebensunterhalt als Bauarbeiter und Bergmann. Nach dem Ersten Weltkrieg trat er 1919 in die KPD ein.
Im Mai 1932 kandidierte Nieke erfolglos bei den Wahlen zum Preußischen Landtag. Bei der Reichstagswahl im November 1932 wurde er als Kandidat der KPD für den Wahlkreis 3 (Potsdam II) als Abgeordneter in den 7. Reichstag gewählt. Mit Beginn der Diktatur des Nationalsozialismus im darauffolgenden Jahr zog sich Nieke, der mehrmals kurzzeitig in Haft genommen wurde, aus der Politik zurück und arbeitete wieder als Bauarbeiter in Berlin.
Nach dem Zweiten Weltkrieg war Nieke Mitglied der KPD und SED. Er arbeitete in Berlin als Betriebsleiter der Osthafenmühle. 1951 wurde bei einer Parteiüberprüfung festgestellt, dass Nieke während seiner Inhaftierung andere Gefangene massiv belastet hatte. Daraufhin verlor er seine Stelle und durfte keine leitenden Positionen in Wirtschaft und Partei mehr einnehmen. Zuletzt lebte er in West-Berlin, wo er 1979 starb.